# Bank Band
뱅크 밴드(Bank Band)는 음악 프로듀서 고바야시 다케시와 Mr.Children의 사쿠라이 가즈토시를 중심으로 결성된 일본의 밴드이다. 소속 음반사는 토이즈 팩토리이다.

## 개요
음악 프로듀서 고바야시 다케시와 Mr.Children의 사쿠라이 가즈토시를 중심으로, 에피 뱅크의 활동 자금이나 융자금을 모으기 위해 결성된 밴드이다. 공연 활동을 중심으로 한 그룹이기 때문에, 구성원은 고정이 아니라 유동적이다.
2004년 1월에 라포렛 뮤지엄 롯폰기에서 공연 《BGM ~Bank with Gift of Music for ap bank Vol.01》을 개최, 10월에는 첫 음반 《소시소아이》를 발매했다. 11월엔 에비스 더 가든 홀, 오사카 블루노트에서 각각 세 번씩 공연 《BGM Vol.2 ~소시소아이》를 실시하고, 공연 DVD 《BGM Vol.2 ~소시소아이》를 발매.
초기 라이브는 작은 규모로 개최했지만, 2005년부터는 시즈오카현 쓰마고이에서 야외 록 페스티벌 《에비 뱅크 페스》를 개최해, 2009년까지 5년 연속으로 개최하고 있다.
2006년 7월에는 첫 싱글 《to U》를 발매.
2007년 3월에 개최한 《AP BANG! 도쿄 환경 회의 vol.1》에서는 새롭게 〈뱅크 밴드 트리니티〉가 결성됐다. 9월에는 《to U》이래 오리지널 송 〈하루마쓰이부키〉를 디지털 싱글 · 벨소리로만 발매해 수익 일부를 니가타 현 주에쓰 오키 지진 의연금으로 기부했다.
2008년 1월 16일, 두 번째 음반 《소시소아이2》를 발매.
공연이나 록 페스티벌, CD나 DVD 수익은 모두 에피 뱅크의 활동 자금이나 융자에 사용되고 있다.

## 구성원
노래 & 기타
- 사쿠라이 가즈토시

키보드
- 고바야시 다케시

베이스 기타
- 가메다 세이지

Feat.Vocal
- GAKU-MC
- Salyu

## 음반 목록

### 디지털 싱글
- 〈우마레쿠루코도모타치노타메니〉 (生まれくる子供たちのために 태어나는 아이들을 위해서[*], 2005년 10월 13일)
- 〈하루마쓰이부키〉 (はるまついぶき 봄을 기다리는 숨결[*], 2007년 9월 1일)
- 〈소아이 ~뱅크 밴드의 테마~ (Studio Live Ver.)〉 (奏逢 ~Bank Bandのテーマ~ (Studio Live Ver.), 2009년 7월 15일)

### 싱글
- 〈to U〉 (2006년 7월 19일)
  1. to U
  2. 우마레쿠루코도모타치노타메니
  3. to U (Piano Version)

### 음반
- 《소시소아이》 (2004년 10월 20일, 30만장 한정생산)
- 《소시소아이2》 (2008년 1월 16일)
- 《소시소아이3》 (2010년 6월 30일)

### 영상 작품
- 《BGM Vol.2 ~소시소아이》
- 《ap bank fes '05》
- 《ap bank fes '06》
- 《ap bank fes '07》
- 《ap bank fes '08》
- 《ap bank fes '09》
- 《ap bank fes '10》

## 같이 보기
- Mr.Children